# Свети Никола (село)
Вижте пояснителната страница за други значения на Свети Никола.
Свети Никола е село в Североизточна България. То се намира в община Каварна, област Добрич. Населението му е около 206 души (2022).

## География
Селото е разположено на 63 метра надморска височина в Добруджанското плато, на 2,5 километра северозападно от брега на Черно море и на 12 километра източно от Каварна.
Въпреки близостта до морето, зимите са студени, ветровити и с много сняг и преспи. Преобладават северните ветрове, като лятото духа и бризът.

## История
Селото се намира в Южна Добруджа, която през 1913 – 1940 година е част от Румъния.

## Население
За разлика от близките Българево и Каварна в Свети Никола няма гагаузко население. При преброяването ат 2011 година 92,3% от жителите се определят като българи, 4,3% като турци и 2,9% като цигани.

## Икономика
Непосредствено на северозапад от селото е разположен Ветроенергиен парк „Свети Никола“, най-голямата вятърна електроцентрала в България с инсталирана мощност 156 MW.
В землището на Свети Никола, на морския бряг, е разположен курортът „Русалка“.

## Култура
Селската църква „Свети Николай“ е съборена през 1998 година, след което е построена изцяло нова сграда, която е осветена през 2021 година.
Селският сбор се провежда на 1 май.